# Бечень (комуна)
Бечень, Бечені (рум. Beceni) — комуна у повіті Бузеу в Румунії. До складу комуни входять такі села (дані про населення за 2002 рік):
- Ізвору-Дулче (1015 осіб)
- Арбенаші (10 осіб)
- Бечень (602 особи) — адміністративний центр комуни
- Валя-Перулуй (1230 осіб)
- Гура-Дімієній (738 осіб)
- Догарі (370 осіб)
- Керпініштя (285 осіб)
- Мергеріць (462 особи)
- Флорешть (322 особи)

Комуна розташована на відстані 117 км на північний схід від Бухареста, 26 км на північ від Бузеу, 98 км на захід від Галаца, 95 км на схід від Брашова.

## Населення
За даними перепису населення 2002 року у комуні проживали 5034 особи.
Національний склад населення комуни:
| Національність | Кількість осіб | Відсоток |
| -------------- | -------------- | -------- |
| румуни         | 5024           | 99,8%    |
| цигани         | 8              | 0,2%     |

Рідною мовою назвали:
| Мова      | Кількість осіб | Відсоток |
| --------- | -------------- | -------- |
| румунська | 5031           | 99,9%    |
| угорська  | 1              | < 0,1%   |

Склад населення комуни за віросповіданням:
| Релігія     | Кількість осіб | Відсоток |
| ----------- | -------------- | -------- |
| православні | 5029           | 99,9%    |
| адвентисти  | 2              | < 0,1%   |